# Ruesha Littlejohn
Pour les articles homonymes, voir Littlejohn.
Ruesha Littlejohn, née le 3 juillet 1990 à Glasgow en Écosse, est une footballeuse internationale irlandaise jouant au poste d'attaquante. Après avoir évolué dans les équipes nationales de jeunes de l'Écosse, Littlejohn choisi en 2012 de jouer pour l'Irlande.

## Biographie

### En club
Ruesha Littlejohn nait à Glasgow le 3 juillet 1990. Elle commence le football à Clydebank et Baillieston avant de rejoindre Arsenal North, un club qui servira un peu plus tard de base à la création de la section féminine du Celtic. Elle signe à Glasgow City en janvier 2007. Elle remporte quatre titres successifs de championnes d'Écosse avec City. En janvier 2012, elle signe avec Arsenal à ce moment-là le club dominant le football féminin anglais. Elle fait immédiatement ses débuts en équipe première lors d'une victoire 2-1 sur Chelsea. Peu après, Tony Gervaise, qui a auparavant été l'entraîneur de Littlejohn dans les sélections de jeunes de l'Écosse, devient le manager d'Arsenal. Littlejohn est alors mise de côté et prêtée en Écosse aux Rangers. Avec cette équipe elle participe au premier match féminin de l'histoire à se jouer à Ibrox Park.
En fin de saison, Ruesha Littlejohn signe de nouveau un contrat avec Glasgow City. Elle marque sept buts contre Inverness lors de la dernière journée du championnat pour valider un nouveau titre de championne.
Avec Megan Sneddon (en) et Suzanne Lappin (en), Littlejohn signe à Liverpool avant la saison 2011 de la FA WSL. Le trio fait ses débuts à Liverpool lors d'une victoire amicale contre Hibernian. Pour ses débuts en compétition, contre Charlton Athletic en FA Women's Cup, Littlejohn marque un triplé. Elle inscrit également un but à la dernière minute lors du match d'ouverture de la WSL entre Liverpool et Everton (3-3). Pendant la pause de mi-saison, Littlejohn et Lappin sont retournées en Écosse, cette fois avec le Celtic, faisant leurs débuts contre les Rangers.
En mai 2012, la Fédération anglaise inflige à Littlejohn une interdiction de six matches et une amende de 500 £ pour des commentaires faits sur Twitter. Pendant la pause de mi-saison de la FA WSL 2012, elle revient à Glasgow City où elle déclare : « C'est génial d'être de retour à City. Je connais si bien le club. Je suis ici depuis que j'ai 16 ans et City est comme ma maison, car je semble toujours revenir ici ».
En mars 2014, Littlejohn signe dans le club norvégien de l'IL Sandviken, basé à Bergen. En août, elle inscrit 11 buts en 13 matchs et est à ce moment-là en tête du classement des buteuses. Elle termine la saison en tant que meilleure buteuse du championnat avec 19 buts en 22 matchs, Sandviken étant promu en Toppserien en tant que champion de 1. divisjon.
Littlejohn est convoquée en équipe d'Irlande en février 2015. Après une année passée au Celtic en 2015, Littlejohn retourne à Glasgow City pour son quatrième passage au club en janvier 2016. Elle est partie pendant la pause de la mi-saison, et est revenue sous les couleurs du Celtic pour la deuxième partie de la campagne.
En juillet 2018, Littlejohn signe aux London Bees. En 2019, libre de tout contrat, elle rejoint West Ham United. Le 25 janvier 2020, elle signe un contrat jusqu'à la fin de la saison.
Le 16 janvier 2021, elle s'engage avec Birmingham City pour le reste de la saison 2020-2021. Elle fait ses débuts le lendemain lors d'un match nul 0-0 contre Brighton & Hove Albion.
Le 1er septembre 2021, Littlejohn signe pour Aston Villa pour la saison 2021-2022.

### En équipe nationale

#### Écosse
Littlejohn représente l'Écosse chez les moins de 15 ans et des moins de 17 ans. Dans la catégorie des moins de 19 ans, Littlejohn fait partie de l'équipe qui s'est qualifiée pour le championnat féminin des moins de 19 ans de l'UEFA 2008 en France. Elle inscrit le seul but de l'Écosse lors de la défaite 3-1 contre l'Angleterre lors de la phase de groupe du tournoi final. Elle marque 12 buts lors de ses 15 apparitions avec les moins de 19 ans écossais.

#### Irlande

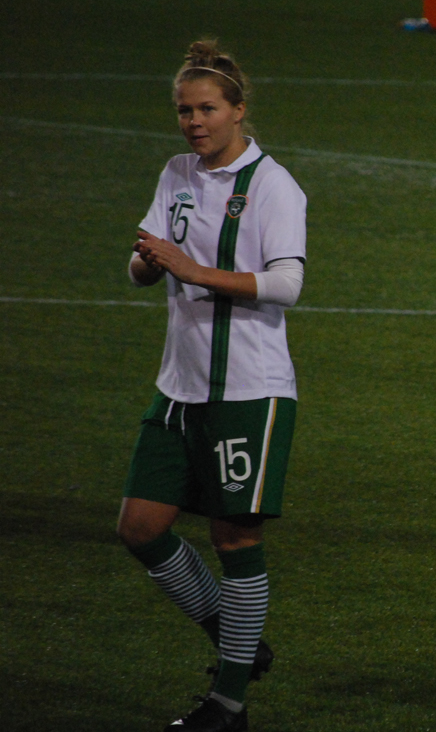
Ruesha Littlejohn avec le maillot irlandais en 2012.

Après trois ans sans jouer au niveau international, la situation de Littlejohn attire l'attention des coéquipières d'Arsenal Emma Byrne, Yvonne Tracy et Niamh Fahey. Elles alertent la FAI sur son éligibilité grâce à ses grands-parents maternels.
En février 2012, Littlejohn reçoit sa première convocation avec l'équipe d'Irlande, pour l'Algarve Cup 2012. Elle fait ses débuts avec l'équipe nationale irlandaise contre la Hongrie lors du dernier match de l'Algarve Cup le 7 mars 2012. L'Irlande s'impose 2-1 pour éviter la dernière place.
En juin 2023, elle est sélectionnée pour disputer la coupe du monde 2023 en Australie.

## Vie privée
La sœur jumelle de Ruesha, Shebahn, était reporter de voyage sur la station de radio 102.5 Clyde 1 de Glasgow. La famille est d'origine nord-irlandaise et grandit à Old Drumchapel. Elle est ouvertement lesbienne. En juin 2019, sa collègue et capitaine Katie McCabe révèle qu'elles étaient en couple et que le football féminin acceptait très bien les personnes LGBT. Le couple s’est séparé en mai 2023.

## Statistiques

### Buts internationaux de Ruesha Littlejohn
| # | Date         | Lieu                                     | Opposition      | Resultat | Compétition            | Buts |
| - | ------------ | ---------------------------------------- | --------------- | -------- | ---------------------- | ---- |
| 1 | 6 mars 2013  | Stade municipal de Paralimni, Paralimni  | Irlande du Nord | 5–1      | Tournoi de Chypre 2013 | 1    |
| 2 | 12 mars 2014 | Stade GSP, Nicosie                       | Canada          | 1–2      | Tournoi de Chypre 2014 | 1    |
| 3 | 4 mars 2015  | Veli Jože, Poreč                         | Hongrie         | 1–1      | Istria Cup 2015        | 1    |
| 4 | 14 mai 2015  | Central Broward Park, Lauderhill         | Haïti           | 1–0      | Match amical           | 1    |
| 5 | 9 mars 2016  | Stade municipal de Paralimni, Paralimni  | Finlande        | 2–0      | Tournoi de Chypre 2016 | 1    |
| 6 | 7 avril 2016 | Stade Mitar Mićo Goliš, Petrovac na Moru | Monténégro      | 5–0      | Elim. Euro 2017        | 1    |

## Palmarès

### En club
- Glasgow City
  - Vainqueure de la coupe d'Écosse en 2009, 2012 et 2013
  - Vainqueure de la coupe de la Ligue écossaise en 2009 et 2013

- IL Sandviken
  - Vainqueure de la 1. divisjon en 2014

### Trophées individuels
- Meilleur buteuse de Glasgow City en 2009
- Meilleur buteuse de la 1. divisjon en 2014